# Ivan Stevanović
Ivan Stevanović (Rijeka, 18. svibnja 1982.), hrvatski je reprezentativni rukometni vratar. Trenutačni član švicarskog kluba Kadetten Schaffhausen.

## Klupska karijera
Igračku karijeru započeo je u RK Zametu u kojem je nakon godina dokazivanja postao prvi vratar. Sezone 2000./01. i 2001./02. natjecao se u Kupu pobjednika kupova s Zametom. 
2007. godine seli se u RK Poreč s kojim je pokazivao solidne rezultate i nakon prve sezone ulazi u natjecanje Challenger Kupa na kojem su došli do trećeg kruga. 2010. godine vraća se u matični Zamet s kojim 2012. godine dolazi do završnice Hrvatskog rukometnog kupa u kojem su izgubili od PPD Zagreba koji su ga sljedeće sezone doveli u svoje redove.

## Reprezentativna karijera
Kao reprezentativac zaigrao je za Hrvatsku na mediteranskim igrama u Mersinu 2013. godine, gdje je reprezentacija osvojila drugo mjesto. Na poziv trenera Željka Babića 2016. godine pridružuje se reprezentaciji na Europskom prvenstvu 2016. godine zbog ozljede Filipa Ivića. Na EHF Europskom prvenstvu, u Hrvatskoj, 2018. godine, bio je na popisu igrača te je i igrao. Sa završetkom Svjetskog prvenstva 2019. godine je prestao igrati za reprezentaciju.

## Priznanja
RK Zamet
- Hrvatski rukometni kup (viceprvaci)(2) : 2001., 2012.

RK Zagreb
- Dukat Premijer Liga(1) : 2012./13., 2013./14., 2014./15.
- Hrvatski rukometni kup(1) : 2013., 2014., 2015.

## Zanimljivosti
- Kao dječak deset godina trenirao je plivanje.[1]

## Vanjske poveznice
- Igor Duvnjak, Stevanović otišao u Zagreb, stigla plaća, novilist.hr, 26. svibnja 2012.
- Josip Tolić Petak, Hrvatska pobjednički otvorila EP! Sjajni Stevanović i Štrlek, 24sata.hr, 15. siječnja 2016.
- CRO Ivan Stevanovic, eurohandball.com (engl.)